# オンム・セティ
オンム・セティ（Omm Sety、本名：ドロシー・イーディー、1904年1月16日 - 1981年4月21日)は、イギリス生まれのエジプト考古学者である。

## 略歴

### 幼少～学生時代
3歳当時、ロンドンに在住していたドロシー・イーディーは階段から転落し、意識不明状態に陥る。駆けつけた医者により一度は「死亡」と認定されるも、すぐに息を吹き返す。この事件をきっかけに、ドロシーは毎晩同じ夢を見るようになった。その夢の中には、果実のなった樹木がたくさんある庭と石の柱がたくさんある建物が頻繁にあらわれた。両親に何度否定されても、ドロシーは夢の中に出てくる世界が自分の故郷であると主張するようになった。
4歳になり、大英博物館を訪れたドロシーは、そこで運命の出会いを果たす。エジプト展を訪れたドロシーは、ガラスケースに入ったミイラの側から離れなくなり「この人達は私の仲間なのよ」と言い張るようになり、両親を困惑させた。また数か月後には、父親が買って帰った百科事典のロゼッタストーンの項目を読みふけり、自分はこの碑文の言語を知っていると主張し始める。
7歳になると、雑誌に掲載された古代エジプトの写真にアビュドスにあるセティ1世の神殿を見つけたドロシーは「ここが私の家よ！ここに住んでいたの！」と叫び「でも、どうしてみんな壊れているの？庭はどこ？」と不思議そうに尋ねた。
成長するにつれて、ドロシーは自分が前世で古代エジプト人だったという確信に取り憑かれるようになり、転生問題を扱うグループにも参加するようになった。集会での討論には満足いかなかったイーディーは、十代の前半からエジプト学を学び始めた。古代エジプト美術研究のパイオニアとなったウォーリス・バッジはドロシーに目をつけ、学業そっちのけでやってくる彼女にヒエログリフを教えた。

### エジプトへの旅立ち
27歳になった時、彼女は若いエジプト人の教員と出会い恋に落ちた。そして、ついに荷物をまとめてエジプトに向かい、到着と同時に結婚を宣言して両親を仰天させた。  
エジプトに住んでからも、古代エジプトにしか関心のなかったイーディーは、近代的なカイロに住みたいという夫の希望に対して反発したため、夫婦関係は一時緊張した。彼女はピラミッドの見える場所に住居を構えたいと主張した。まもなく夫妻には子供が生まれたが、彼女は夫の意志に逆らって自分の息子に「セティ」と名付けた。セティという名は紀元前1300年頃の第19王朝初期の戦士として有名なファラオセティ1世にあやかった名前であった。これ以降ドロシーは「オンム・セティ」として知られるようになった。これはエジプト人の血が半分入った息子セティの母という意味である。
結婚後、オンム・セティの夫は真夜中の彼女の奇行にしばしば眠りを中断させられた。オンム・セティはトランス状態になり、月明かりの中でひたすら紙面にヒエログリフを書きつけた。オンム・セティの奇怪な行動はその後一年あまりも続き、書き著した内容も紙面にして70ページにも及んだ。後年になって彼女は「不思議な魔力に捉えられたかのように、無意識のまま」の状態で頭の中にエジプト語が語りかけられたのだと話した。その言葉は「ホル=ラー」と呼ばれる霊によって告げられたもので、オンム・セティの過去生について述べたものだった。（→#エル・ゼイニに明かした秘話）
ドロシーはこうした話の詳細を夫に語らなかったため、夫は妻の事が理解できずに苦悩した。更にオンム・セティの周りには奇妙な出来事が次々と起きて、夫婦関係に緊張を与えた。ある日、泊まりに来ていた夫の父親は、オンム・セティのベッドにファラオが座っているのを見た！と叫びながら家から逃げ出した。
結婚から3年後、夫がイラクで教職に就いたことで別居状態になったオンム・セティは、幼い息子を連れてギザの大ピラミッドの近くに移り住み、テント暮らしを始めた。そしてエジプト考古局で製図係の仕事に就き、エジプト考古局初の女性職員となった。

### 考古学者時代
それから20年間、オンム・セティは発掘と記録の作業に明け暮れた。製図の腕は確かであり、編集助手としても優秀だったオンム・セティは当時のエジプト学に大きな貢献をした。エジプト学者であるウィリアム・ケリー・シンプソンは「ある人たちはエジプト語を完璧に知っているが、古代エジプト美術は知らない。別の人達はエジプト美術は知っていても、言葉が解らない。しかしドロシー・イーディーは両方を知っていた」と褒め称えた。
1952年、とうとう念願の(幼い頃に夢で見た故郷の地である)アビュドスに落ち着いた彼女は、セティ1世の神殿の遺跡に向かうと、香を焚き一晩中過ごす日々を送った。彼女がエジプトにいながら20年間もアビュドスの地に来なかったのは、何かが自分を妨げていたからだと述べている。水道も電気もなく、イスラム教圏であり英語を話せる人もいなかった当時のアビュドスは、外国人女性が一人で暮らしていくのは相当苦しい環境であったが、オンム・セティのたび重なる懇願により、エジプト考古局はしぶしぶ彼女にアブドゥスでの仕事を与えた。その後、オンム・セティは残りの人生の殆どをアブドゥスで過ごした。
神殿で礼拝し、公然と古代エジプトの神を崇める外国人女性オンム・セティの存在は村人や訪問者を驚かせた。ちょっと奇妙ではあるが誠実な研究者として村人に温かく受け入れるようになったオンム・セティは訪問客のガイドとしても有名な存在になり始めた。オンム・セティは動物との不思議な共感能力を示し、蛇やコブラなどを手なずけた。オンム・セティは自分の信念の内容についても公言していたが、彼女を嘘つき呼ばわりする者は皆無だった。
アビュドスで神殿の壁面のレリーフを記録する仕事に就いてまもなく、オンム・セティはセティ1世の神殿の庭の位置を言い当てることになった。(その庭は、彼女が幼少の時から夢に出て来た庭だった。)発掘作業員がオンム・セティの指示に従い神殿周囲を発掘してみると、切り株が多数見つかった。それは、かつてその場所に庭があったことを物語るものであった。  その後もオンム・セティは神殿の北側で地中に走るトンネルがあると断言し、実際にこれを発見した。現場の作業監督官は「(オンム・セティは)自分の歩く地面について不思議な第六感を持っているようだった」と語った。この一連の事件はエジプト学の研究者ハニー・エル・ゼイニにより確認されている。エル・ゼイニはオンム・セティの公言する前世の事については懐疑心を抱いていたが、この一件以来二度と疑いを抱かなかった。
またオンム・セティによると、この神殿の地下には秘密の文書庫があり、貴重な文書がたくさん詰まっている。もしこれが発見されたらツタンカーメンの墓の発見も霞むほどの大ニュースになるだろうとされている。しかし、この探検に乗り出した者はいない。
オンム・セティは1981年に77歳で死去した。

## エル・ゼイニに明かした秘話
エジプト研究者であるエル・ゼイニは、オンム・セティと個人的に親しくなることで、彼女が誰にも打ち明けなかった秘話を知らされる事となった。それはオンム・セティの過去生にまつわる物語である。
結婚生活をしていたオンム・セティが、「ホル=ラー」と呼ばれる霊から知らされた情報によると、彼女の前世は「ベントレシュト」という名の古代エジプトの女神官だった。ベントレシュトは、ふとしたことからセティ1世と恋に落ちた。やがて、彼女は妊娠したが、それは純潔を守るはずの神官にとって、掟を破る重罪に相当するものであった。もし自分が妊娠したことが発覚し審問にかけられれば、愛人であるセティ1世の立場を追い詰めることになると考えた彼女は、彼の名誉を守るために自害した。死んで変わり果てた姿になったベントレシュトを目の当たりにしたセティ1世は、決して彼女の事を忘れはしないと涙ぐみながら誓ったという。
そして現代に戻り、ドロシー・イーディーとして14歳を迎える頃になると、セティ1世が毎夜、自分の枕元に訪れるようになった、とオンム・セティは言い放った。ある晩、胸に圧迫を感じて目が覚めたドロシーは、目の前に霊体として佇むミイラ姿のセティ1世を確認した。ドロシーは驚きながらも喜んだ。次の訪問はオンム・セティがエジプトに移った時に起こり、この時にセティ1世は50代男性のハンサムな姿で現れた。こうした逢瀬は何度も繰り返され、夫を持つ身になってもそれは続いたが、それは道徳的なものだった。セティが死後の世界から舞い戻ったのは、エジプトの冥界「アメンティ」の許可を得たからであり、その代わりに二人は厳格な決まりに従わなければならないのだという。この事が、オンム・セティがアビュドゥスに戻る時期が遅れた理由だった。やがてアビュドスの地に戻って、今度こそ神官として義務を全うすれば、自分が死んだ時にすべての罪は忘れられて今度こそセティ1世と永遠に結ばれる事になる、とオンム・セティは記している。